# Bergith Geyer
Bergith Geyer (* 7. Mai 1947) ist eine deutsche Szenenbildnerin und Kunstpädagogin.

## Leben und Wirken
Bergith Geyer durchlief bis zum Gesellenbrief eine Lehre zur Schreinerin. Anschließend folgte eine viersemestrige, theoretische Ausbildung an der Akademie der bildenden Künste (1972 bis 1974) in München. In den Jahren 1975 bis 1979 beendete sie ihre Ausbildungszeit mit einem Studium der Innenarchitektur (Abschluss: Dipl.-Ing.). Danach knüpfte Geyer als Assistentin von Martin Dörfler und Hans Gailling ihre ersten Kontakte zur Fernsehbranche. Seit Beginn der 1980er Jahre als Filmarchitektin aktiv, wurde Bergith Geyer zunächst mit dem Kulissenentwurf zu einer Reihe von TV-Serien betraut, darunter Nesthäkchen, Die Hausmeisterin und Die Männer vom K3. Erst zur Jahrtausendwende betreute die Designerin für das Fernsehen auch regelmäßig Einzelproduktionen.
In diesen ersten 30 Berufsjahren war Bergith Geyer nebenbei auch im Bereich der klassischen Innenarchitektur aktiv: So gestaltete sie zahlreiche Räumlichkeiten und Interieurs von Geschäften sowie von Villen und anderen Häusern. Außerdem betätigte sie sich als Malerin. Mit Beginn der 2010er Jahre nahm sie Abschied von der TV-Branche und wandte sich anderen künstlerischen Feldern zu: Von 2010 bis 2017 wirkte Bergith Geyer für die Firma Boesner (Künstlerbedarf Großhandel) als Kundenberaterin im Bereich künstlerische Gestaltung. Darüber hinaus widmete sie sich auch im pädagogischen Bereich künstlerischer Belange und gibt, wie es in einer Eigenpräsentation heißt, „Kreative Kinder-Kurse“.

## Filmografie
- 1983: Nesthäkchen (Serie)
- 1986: Bibos Männer (Kinofilm)
- 1987: Die Hausmeisterin (Serie)
- 1990: Ausgerechnet Zoé
- 1992–1994: Die Männer vom K3 (Serie)
- 1995–1996: Zwei Brüder (Serie, zwei Folgen)
- 1997: Die Chaos-Queen
- 1999: Anwalt Abel (Serie, zwei Folgen)
- 1999: Zimmer mit Frühstück
- 2000: Zärtliche Sterne
- 2000: Es geht nicht immer nur um Sex
- 2000: Liebst du mich
- 2001: Ein Sommertraum
- 2003: Italiener und andere Süßigkeiten
- 2005: Was für ein schöner Tag
- 2005: Ausgerechnet Weihnachten
- 2008: Der Bergdoktor (Serie)
- 2010: Lüg weiter, Liebling
- 2010: Die Hüttenwirtin